# Zalitan
Zalitan (arab. زليتن) – miasto w Libii, ok. 50 km na zachód od Misraty, w gminie Misrata.